# Фелм
Фелм (њем. Felm) општина је у њемачкој савезној држави Шлезвиг-Холштајн. Једно је од 165 општинских средишта округа Рендсбург. Према процјени из 2010. у општини је живјело 1.124 становника. Посједује регионалну шифру (AGS) 1058051.

## Географски и демографски подаци
Фелм се налази у савезној држави Шлезвиг-Холштајн у округу Рендсбург. Општина се налази на надморској висини од 21 метра. Површина општине износи 15,3 km². У самом мјесту је, према процјени из 2010. године, живјело 1.124 становника. Просјечна густина становништва износи 73 становника/km².